# 谢勒
谢勒（法語：Chelles，法語：[ʃɛl] ⓘ），法国中北部城市，法兰西岛大区塞纳-马恩省的一个市镇，隶属于托尔西区，其市镇面积为15.9平方公里，2022年1月1日时人口数量为54,372人，是该省人口第二多的市镇，在法国城市中排名第107位。
谢勒位于塞纳-马恩省西北部，马恩河右岸，与塞纳-马恩省接壤。谢勒早在中世纪初就有记载，法兰克国王克洛维一世曾在此修建一处皇家院落，其子希尔佩里克一世于公元584年在此被刺杀。此后谢勒因同名修道院而闻名，法国大革命时期被毁。近代谢勒则因铁路而闻名，其境内的铁路编组站是巴黎东郊规模最大的区域列车编组站之一，由此形成了大型的铁路工人社区。而谢勒-古尔奈火车站则是一个集快铁、城铁、长途巴士和城市公交为一体的综合交通枢纽，建筑中的巴黎地铁16号线亦由此通过。

## 地名来源

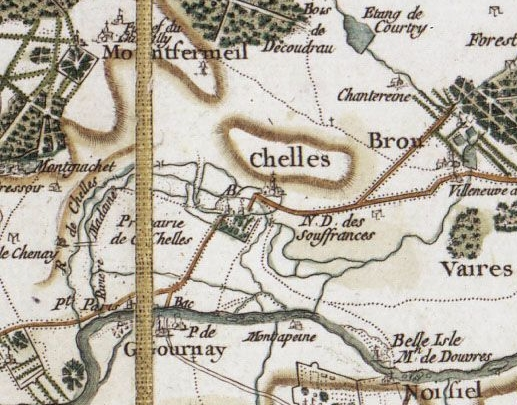
卡西尼地图上的谢勒

根据都尔的额我略的记载，“谢勒”一名来源于拉丁语，其法语转写为，可能与当地的一处山丘有关，而“Cala”也是现代法语单词的词根，意为“小木屋”。

## 历史
谢勒历史悠久，古典时期就已形成村落，法兰克国王克洛维一世曾在此修建一处皇家院落，其子希尔佩里克一世于公元584年在此被刺杀。656年，法兰克王后巴蒂尔德在此建成谢勒修道院。此后又有多位国王在此居住。12世纪初，路易六世为谢勒颁布市镇宪章。英法百年战争期间，谢勒遭遇严重饥荒，当地人口数量有所减少，盎格鲁-勃艮第叛军曾在此与贞德带领的法兰西军队展开过战斗。17世纪后，谢勒成为一个区域性的商业集镇，当地每周举办大型集市。法国大革命期间，谢勒修道院被关闭，谢勒成为塞纳-马恩省的一个市镇。工业革命期间，巴黎－斯特拉斯堡铁路由此通过，在巴黎城市扩张的影响下，谢勒逐渐发展成为巴黎东部的一个卫星城，当地人口数量逐年增加。普法战争结束后，谢勒境内建立了大型城塞，成为巴黎市区东部的重要防御设施之一。1928年，谢勒境内建成了一处大型铁路编组站，由此带动了当地铁道工业的发展。2003年，谢勒成为法兰西岛大区快铁E线的一个终点站。

## 地理

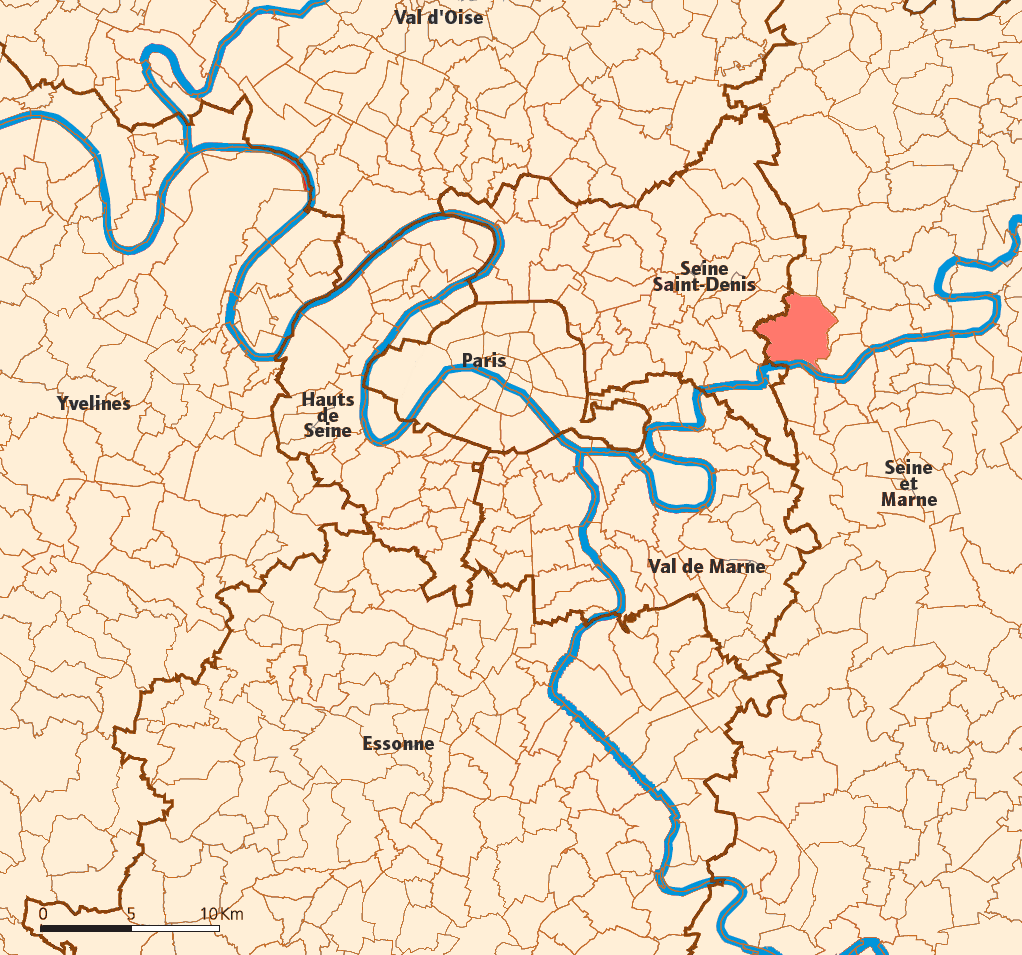
谢勒在巴黎近郊的位置

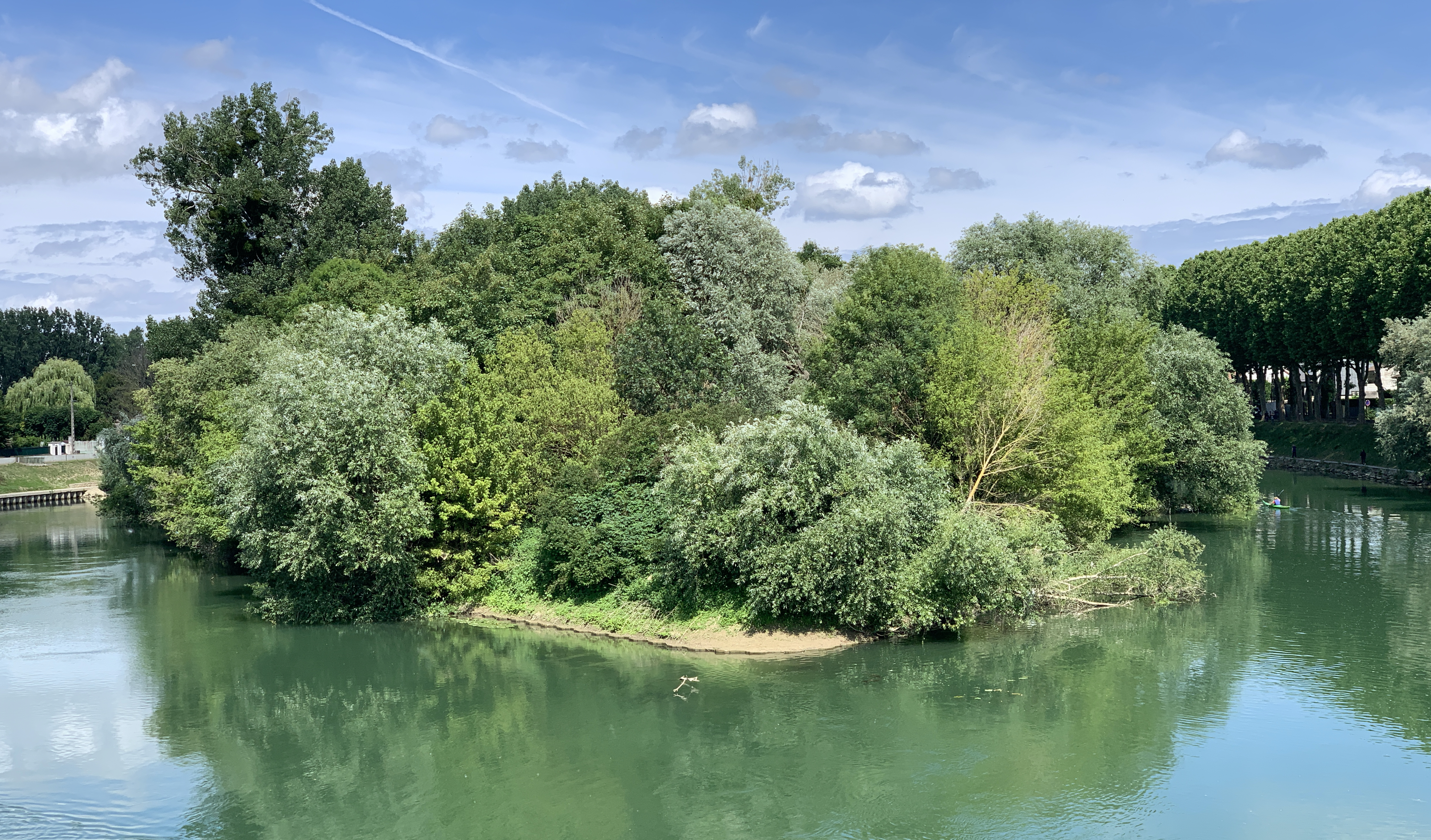
马恩河的一处河心岛

谢勒位于法国中北部，法兰西岛大区中部偏东北和塞纳-马恩省西北部，与塞纳-圣但尼省接壤，距离省会默伦大约45公里。与谢勒接壤的市镇包括：马恩河畔尚、库布龙、蒙费梅伊、加尼、马恩河畔古尔奈、努瓦谢勒、马恩河畔韦尔、尚特雷讷河畔布鲁、勒潘、库尔特里。

### 地形
谢勒位于马恩河右岸，境内以平原和浅丘为主，地势自南向北逐渐抬升，全境海拔在36到106米之间。

### 水文
马恩河干流自东向西流经境内南部，该河是塞纳河的支流，后者为法国五大河流之一。与之平行的人工运河则通过河流右岸向东西两侧延伸。

### 植被
谢勒属于温带落叶林区，市中心的谢勒公园（Parc de Chelles）和市区北部的谢勒城堡树林（Bois du fort de Chelles）是当地主要的城市绿地。

### 气候
谢勒在柯本气候分类法中属于温带海洋性气候。
谢勒境内设有气象站，以下为该气象站的数据（其中日照数据取自勒布尔歇）：
| 谢勒1981年－2019年  | 谢勒1981年－2019年 | 谢勒1981年－2019年 | 谢勒1981年－2019年 | 谢勒1981年－2019年 | 谢勒1981年－2019年 | 谢勒1981年－2019年 | 谢勒1981年－2019年 | 谢勒1981年－2019年 | 谢勒1981年－2019年 | 谢勒1981年－2019年 | 谢勒1981年－2019年 | 谢勒1981年－2019年 | 谢勒1981年－2019年 |
| 月份                | 1月                | 2月                | 3月                | 4月                | 5月                | 6月                | 7月                | 8月                | 9月                | 10月               | 11月               | 12月               | 全年               |
| ------------------- | ------------------ | ------------------ | ------------------ | ------------------ | ------------------ | ------------------ | ------------------ | ------------------ | ------------------ | ------------------ | ------------------ | ------------------ | ------------------ |
| 历史最高温 °C（°F） | 17 (63)            | 21 (70)            | 24 (75)            | 29 (84)            | 32 (90)            | 35 (95)            | 39 (102)           | 41 (106)           | 32 (90)            | 29.5 (85.1)        | 20.5 (68.9)        | 17.5 (63.5)        | 41 (106)           |
| 平均高温 °C（°F）   | 7.3 (45.1)         | 8.5 (47.3)         | 12.5 (54.5)        | 15.6 (60.1)        | 20.1 (68.2)        | 23.1 (73.6)        | 25.5 (77.9)        | 25.7 (78.3)        | 21.5 (70.7)        | 16.7 (62.1)        | 10.4 (50.7)        | 7.6 (45.7)         | 16.2 (61.2)        |
| 日均气温 °C（°F）   | 4.4 (39.9)         | 4.8 (40.6)         | 7.9 (46.2)         | 10.3 (50.5)        | 14.5 (58.1)        | 17.5 (63.5)        | 19.6 (67.3)        | 19.5 (67.1)        | 16 (61)            | 12.3 (54.1)        | 7.1 (44.8)         | 4.9 (40.8)         | 11.6 (52.9)        |
| 平均低温 °C（°F）   | 1.5 (34.7)         | 1.2 (34.2)         | 3.3 (37.9)         | 5 (41)             | 8.8 (47.8)         | 11.8 (53.2)        | 13.7 (56.7)        | 13.3 (55.9)        | 10.5 (50.9)        | 7.9 (46.2)         | 3.7 (38.7)         | 2.1 (35.8)         | 6.9 (44.4)         |
| 历史最低温 °C（°F） | −14 (7)            | −13 (9)            | −8 (18)            | −4 (25)            | −0.5 (31.1)        | 0.5 (32.9)         | 5.5 (41.9)         | 4 (39)             | 1.5 (34.7)         | −5.5 (22.1)        | −10 (14)           | −12 (10)           | −14 (7)            |
| 平均降水量 mm（）   | 58.2 (2.29)        | 52.4 (2.06)        | 55.5 (2.19)        | 61.2 (2.41)        | 56.8 (2.24)        | 58.5 (2.30)        | 63.7 (2.51)        | 57.1 (2.25)        | 52.5 (2.07)        | 64.1 (2.52)        | 56.6 (2.23)        | 69.9 (2.75)        | 706.5 (27.81)      |
| 月均日照時數        | 62                 | 75.1               | 125                | 165.8              | 193.3              | 206.9              | 215.7              | 206.2              | 160.2              | 111.2              | 65.1               | 50.8               | 1,637.3            |
| 来源：infoclimat.fr |                    |                    |                    |                    |                    |                    |                    |                    |                    |                    |                    |                    |                    |

## 行政区划
谢勒是法国法兰西岛大区塞纳-马恩省的一个市镇，编号为77108。谢勒隶属于托尔西区和塞纳-马恩省第十选区，管理谢勒县，同时也是巴黎-马恩拉瓦莱城市圈公共社区的组成部分。
谢勒市镇被划为11个街区，并实行街区自治制度。
法国国家统计与经济研究所（简称）在进行数据统计时，将包括谢勒在内的1,794个市镇设为巴黎城市区。同时，还将谢勒市镇分为了16个“块区”（IRIS），以便于统计人口分布情况。

## 交通

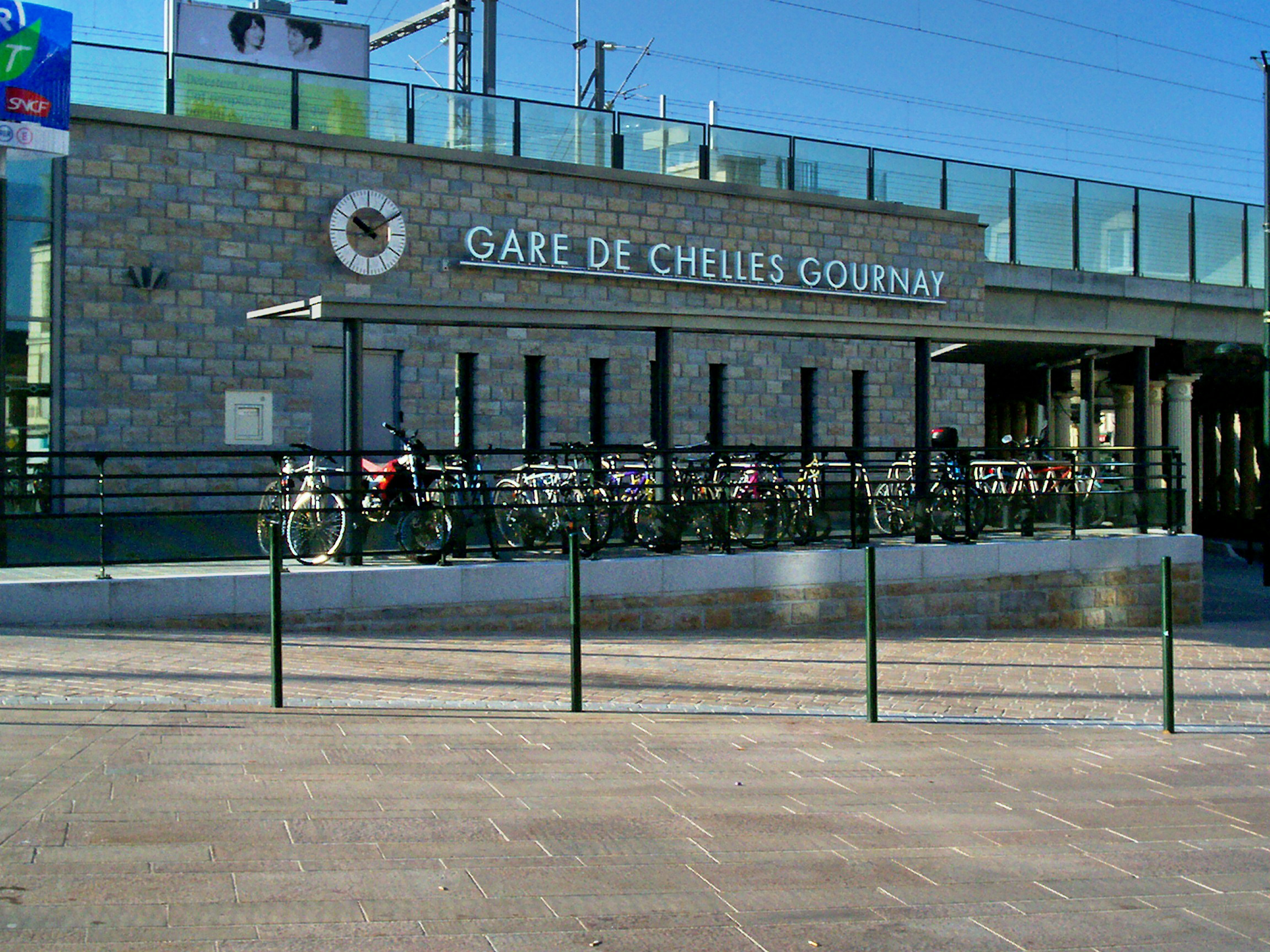
谢勒-古尔奈站

### 公路
法国国道N34线和多条塞纳-马恩省省道在谢勒境内交汇，法兰西岛大区下属的城际客运提供巴士线路，可前往周边部分市镇。
2017年，72.8%的谢勒家庭拥有至少一辆的私人汽车。2018年，谢勒境内共发生各类交通事故11起，造成1人遇难，18人受伤。

### 对外交通
距离谢勒最近的民用航空站和长途铁路客运车站分别为巴黎戴高乐机场和巴黎北站，距离谢勒市中心的公路里程分别约24公里和21公里。

### 城市公共交通
谢勒位于巴黎－斯特拉斯堡铁路上，谢勒-古尔奈站是法兰西岛大区快铁E线的一个终点和法兰西岛大区列车P线莫城方向的第一站，同时也是一个重要的综合性交通枢纽，多条公交线路在此交汇。
谢勒城市公共交通（商业名称为）是当地的城市公共交通系统。截至2021年1月，该系统共包括9条公交线路，其中8条途径谢勒市镇范围内。
| 1：快铁谢勒站 ↔ 蒙费梅伊医院 2：快铁谢勒站 ↔ 快铁韦尔-托尔西站 3：快铁谢勒站 ↔ 快铁维勒帕里西-新米特里站 4：快铁谢勒站 ↔ 克莱苏伊市政厅 | 6：快铁谢勒站 ↔ 快铁韦尔-托尔西站 7：快铁谢勒站 ↔ 科学城环岛 8：快铁谢勒站 ↔ 快铁韦尔-托尔西站 9：快铁谢勒站（市区环线） |

| 113：快铁马恩河畔诺让站 ↔ 谢勒天地商业中心 | 213：快铁谢勒站 ↔ 洛什-村落 |

| 602：快铁勒兰西-维勒蒙布勒-蒙费梅伊站 ↔ 谢勒 ↔ 库布龙-科罗 603：快铁勒兰西-维勒蒙布勒-蒙费梅伊站 ↔ 谢勒 ↔ 库布龙-科罗 | 613：快铁谢勒站 ↔ 快铁欧奈苏布瓦站 701：快铁谢勒站 ↔ 快铁舍奈-加尼站 |

| 23：沙特雷 ↔ 快铁谢勒站 | 141：巴黎东站 ↔ 谢勒站 ↔ 莫城站 |

除此之外，建筑中的巴黎地铁16号线横穿谢勒境内，设有一处站点。

## 政治

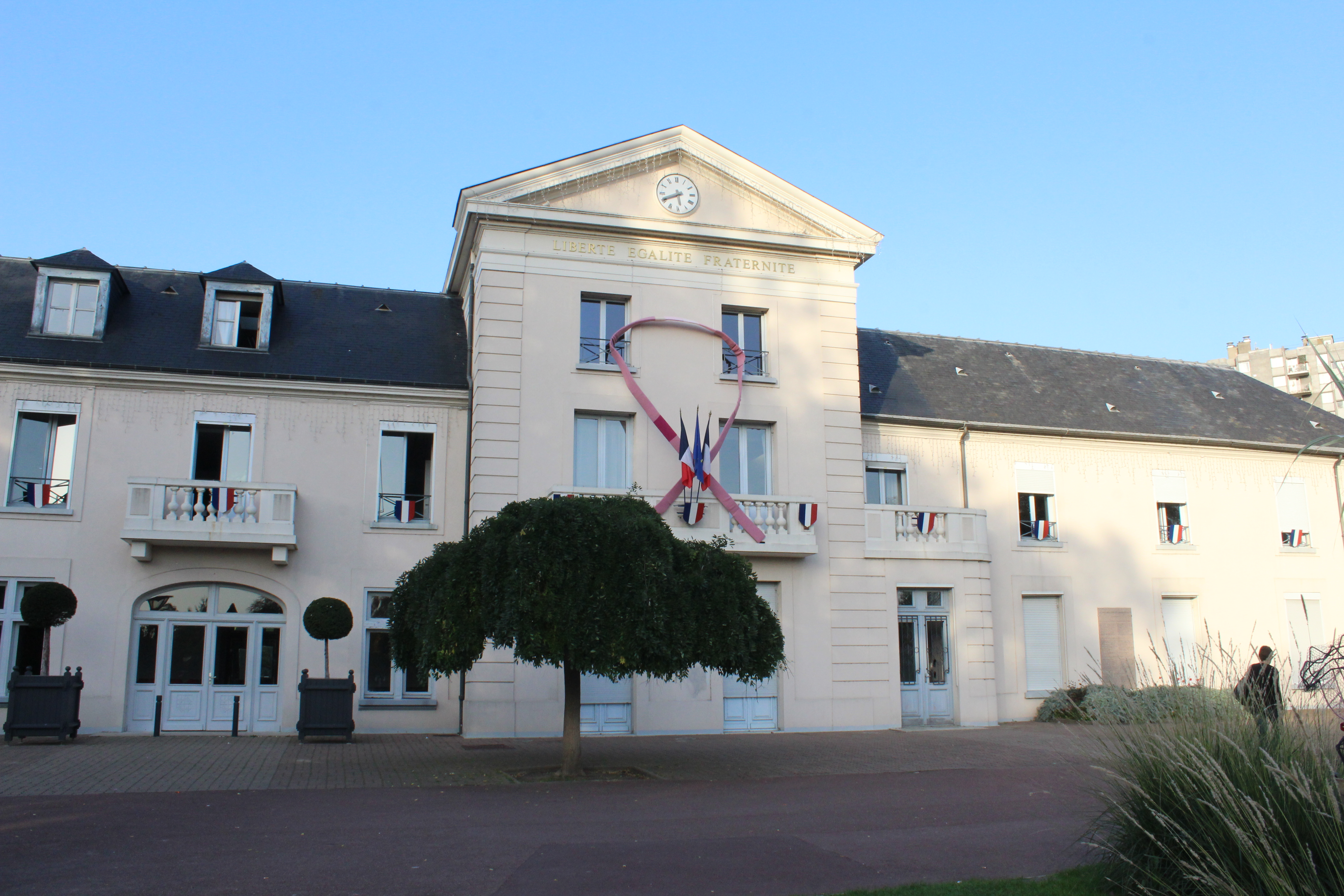
谢勒市政厅

谢勒的现任市长为布里斯·拉巴斯特先生（Brice Rabaste），他是共和党的一名成员，在2020年的市政选举中获得了54.82%的支持率。
在2017年的法国总统大选中，法国第25任总统埃马纽埃尔·马克龙在谢勒获得了71.51%的支持率。
| 谢勒历届市长   |                           |                           |
| 任期           | 市长                      | 党派                      |
| 1945年－1947年 | 勒内·卡米纳德             | PCF法国共产党             |
| 1947年－1948年 | 卡米耶·拉莱               | RPF法国人民联盟           |
| 1948年－1953年 | 马塞尔·莱斯塔             | 不详                      |
| 1953年－1956年 | 夏尔·图雷尔               | PCF法国共产党             |
| 1956年－1959年 | 罗贝尔·博纳尔             | UNR新共和国联盟           |
| 1959年－1977年 | 居伊·欧仁纳·路易·拉布尔丹 | RPR保衛共和聯盟           |
| 1977年－1983年 | 热拉尔·博尔迪             | RPR保衛共和聯盟           |
| 1983年－1995年 | 夏尔·科瓦                 | RPR保衛共和聯盟           |
| 1995年－2014年 | 让-保罗·普朗舒            | PS社会党                  |
| 2014年－       | 布里斯·拉巴斯特           | UMP人民运动联盟 →LR共和黨 |

## 人口
2017年，谢勒市镇人口数量为54,917，在法国排名第107位。其中男性26,277人，女性28,640人，75岁及以上人口占5.4%，外籍人口数量为12,291人，人口密度为3,454人/平方公里，当地居民被称为（男性）或（女性）。2018年，谢勒境内出生912人，死亡人口329人。
| 年份   | 1936   | 1946   | 1954   | 1962   | 1968   | 1975   | 1982   | 1990   | 1999   | 2006   | 2011   | 2016   | 2017   |
| ------ | ------ | ------ | ------ | ------ | ------ | ------ | ------ | ------ | ------ | ------ | ------ | ------ | ------ |
| 人口數 | 14,658 | 14,378 | 19,539 | 28,382 | 33,281 | 36,516 | 41,838 | 45,365 | 45,399 | 48,616 | 52,817 | 54,196 | 54,917 |

## 经济
谢勒是一个区域性的中心城市，当地共有各类用人单位6,285家，平均历史为12年，其中99.19%为中小型企业（PME）。（铁道）、（铁路电气设施）及（建筑施工）是当地2019年营业额最高的三个企业，分别为133,805,924欧元、60,710,283欧元和55,852,821欧元。

## 财政收入
2018年，谢勒的财政收入总额为61,870,400欧元，财政支出总额为54,480,200欧元，当年的债务总额为71,331,000欧元。
2015年，谢勒的人均收入总额为2,724欧元，其中高职人员为4,292欧元，普通职员为2,056欧元。
2017年，谢勒境内的青壮年（15至64岁）失业率为12.2%，当地56.2%的家庭拥有纳税资格。

## 社会事务

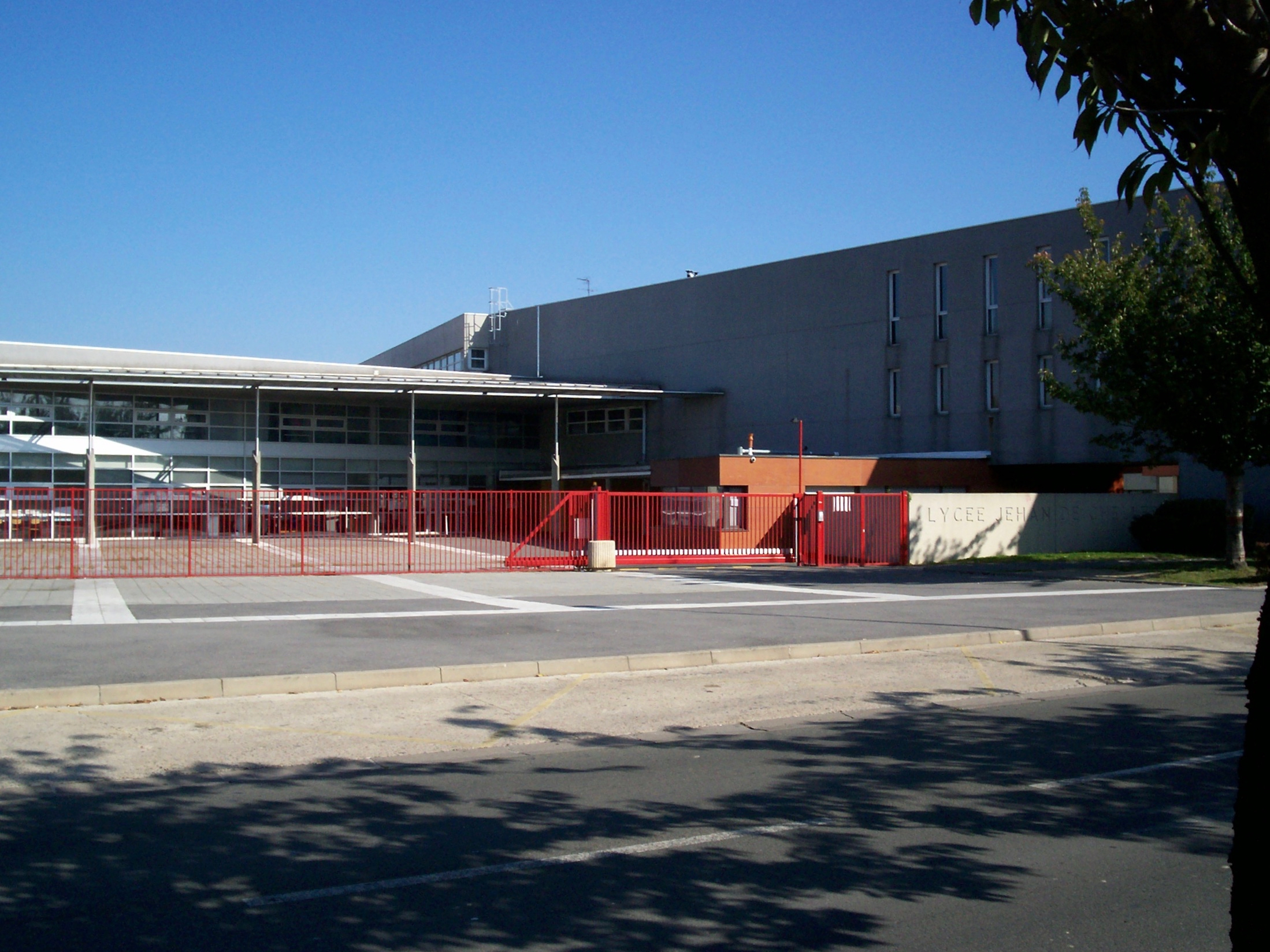
谢勒境内的一处高级中学

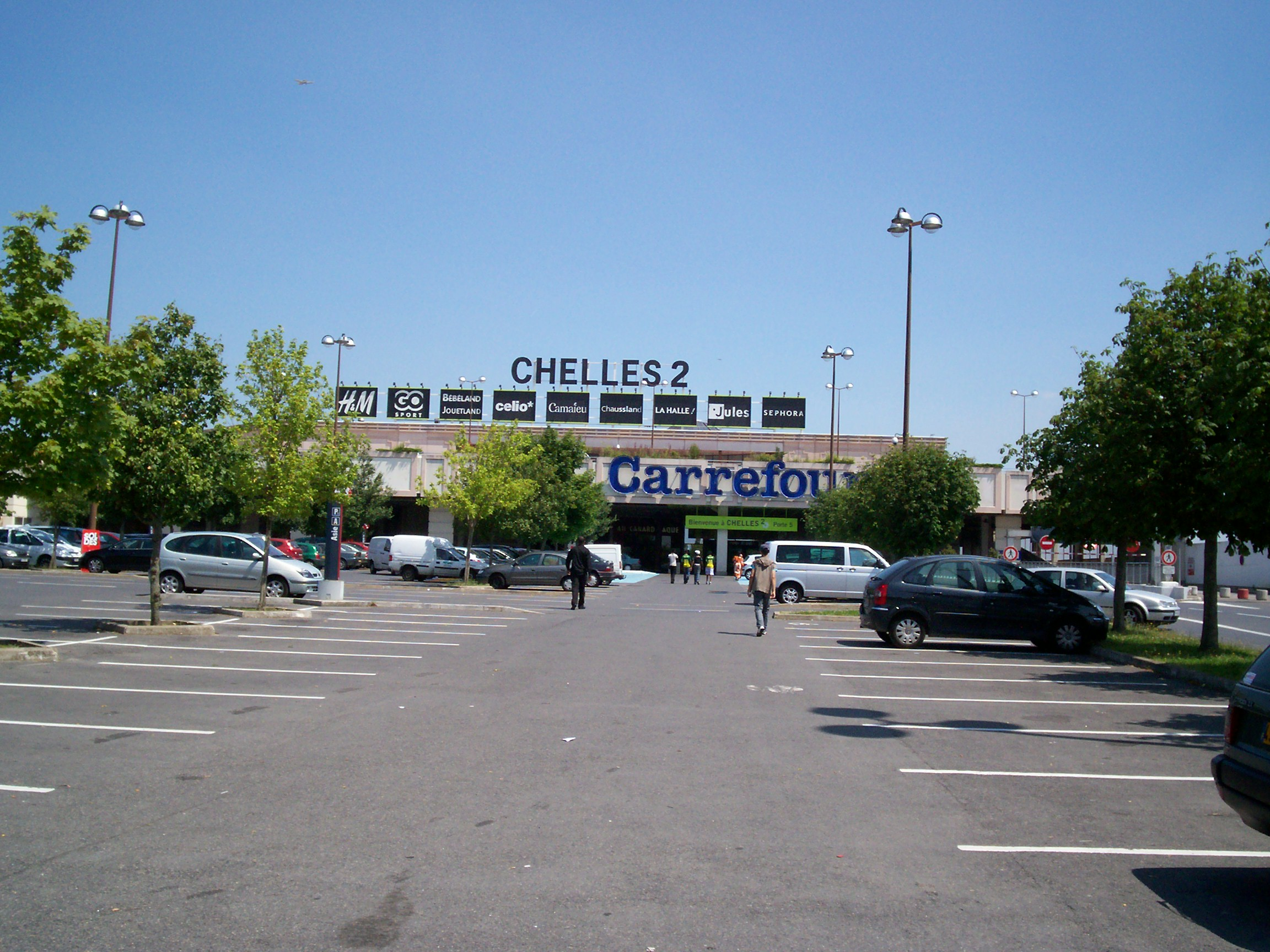
谢勒天地商业中心

### 教育
谢勒属于克雷泰伊学区。截止2019年1月1日，谢勒境内共有15所幼儿园、19所小学、6所初级中学、3所普通高中和2所职业高中。2018至2019学年度，谢勒境内共有在校中等教育阶段学生5,241名。

### 医疗
截止2019年1月1日，谢勒境内共有全科医生35名、保健师21名、牙医27名、护士37名、耳科医生3名、眼科医生4名、皮肤科医生1名、助产士3名、儿科医生4名和妇科医生3名。境内共有药房16家、养老院4家、残疾人帮扶中心2家。
距离谢勒最近的中心医院为勒兰西-蒙费梅伊市际医院，后者是法国的一个区域性医疗机构，位于蒙费梅伊境内，距离谢勒市区约4公里，其主病区设有床位427个，康复中心设有床位112个，是当地规模最大的公立综合性医院。

### 住房
2017年，谢勒境内共有各类住房23,614套，其中44%为独立式居民区，54.5%为集中式居民区。常住房屋占谢勒市镇范围内居民建筑总量的44%。

### 商业
2018年，谢勒境内共有各类实体商铺1,311家，其中餐厅125家、大型超市14家、杂货店24家、面包房34家、肉铺16家、书店5家、装饰品店6家、银行门店18家、美容美发店56家、汽车维修店72家。市区南部的天地商业中心（Terre-Ciel）大型开放式商业街区。

### 体育
2019年，谢勒境内共有1家游泳池、7间体育馆、3座综合体育场、20处网球场、7处足球或橄榄球场以及5处篮球或排球场。
谢勒境内共有三家注册足球队，2020至2021赛季均参加塞纳-马恩省足球联赛。
- 谢勒体育联盟（Association des sports de Chelles）
- 巴黎东部铁道工综合体育俱乐部（Club Omnisport des Cheminots Est Parisien）
- 勒潘-维勒沃代体育俱乐部（AS Le Pin - Villevaudé）

### 环境
谢勒的环境事务由其所属的公共社区负责。2018年，谢勒境内共有3家污染企业。

### 治安
2018年，谢勒市镇范围内共有1处派出所和1处宪兵队。
2014年，谢勒及附近地区共发生各类案件5,350起，其中盗窃类案件3,267起，经济类案件496起，毒品交易类案件283起。

## 文化
2019年，谢勒境内共有1家剧场、1家电影院、2家博物馆和1家音乐厅。谢勒市政府提供多媒体中心，向公众全年开放。

### 建筑
谢勒境内有多处法国国家文物保护单位，其中谢勒城塞、圣安德烈教堂等为当地的代表性建筑物。

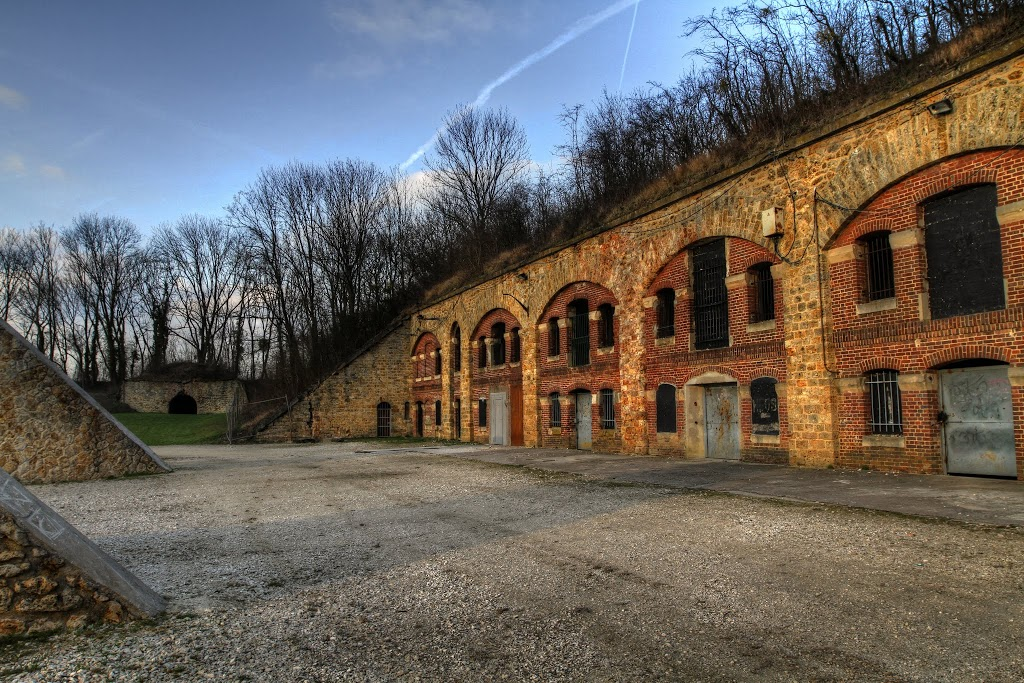
谢勒城塞（法语：Fort de Chelles）
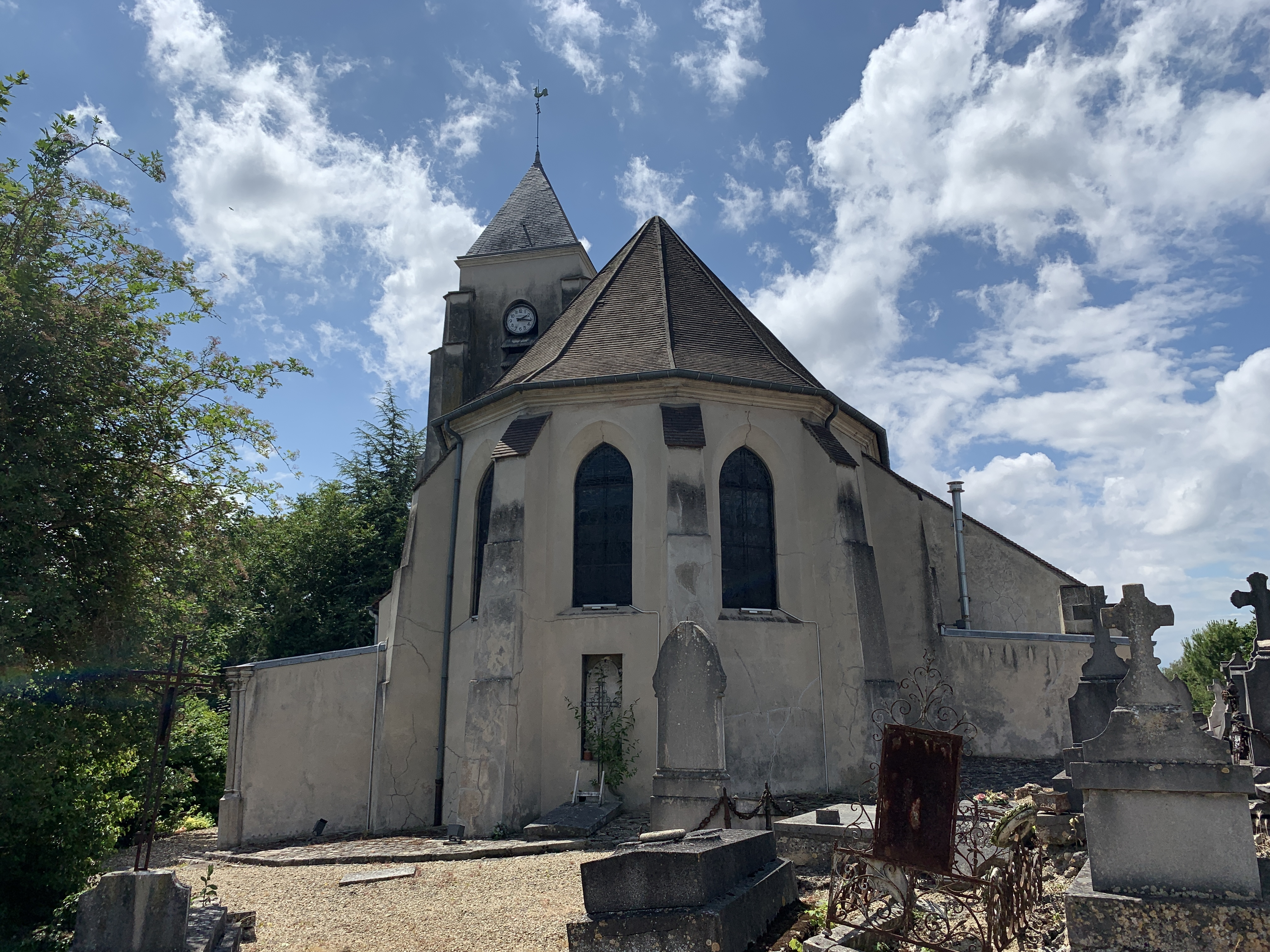
圣安德烈教堂（法语：Église Saint-André de Chelles）
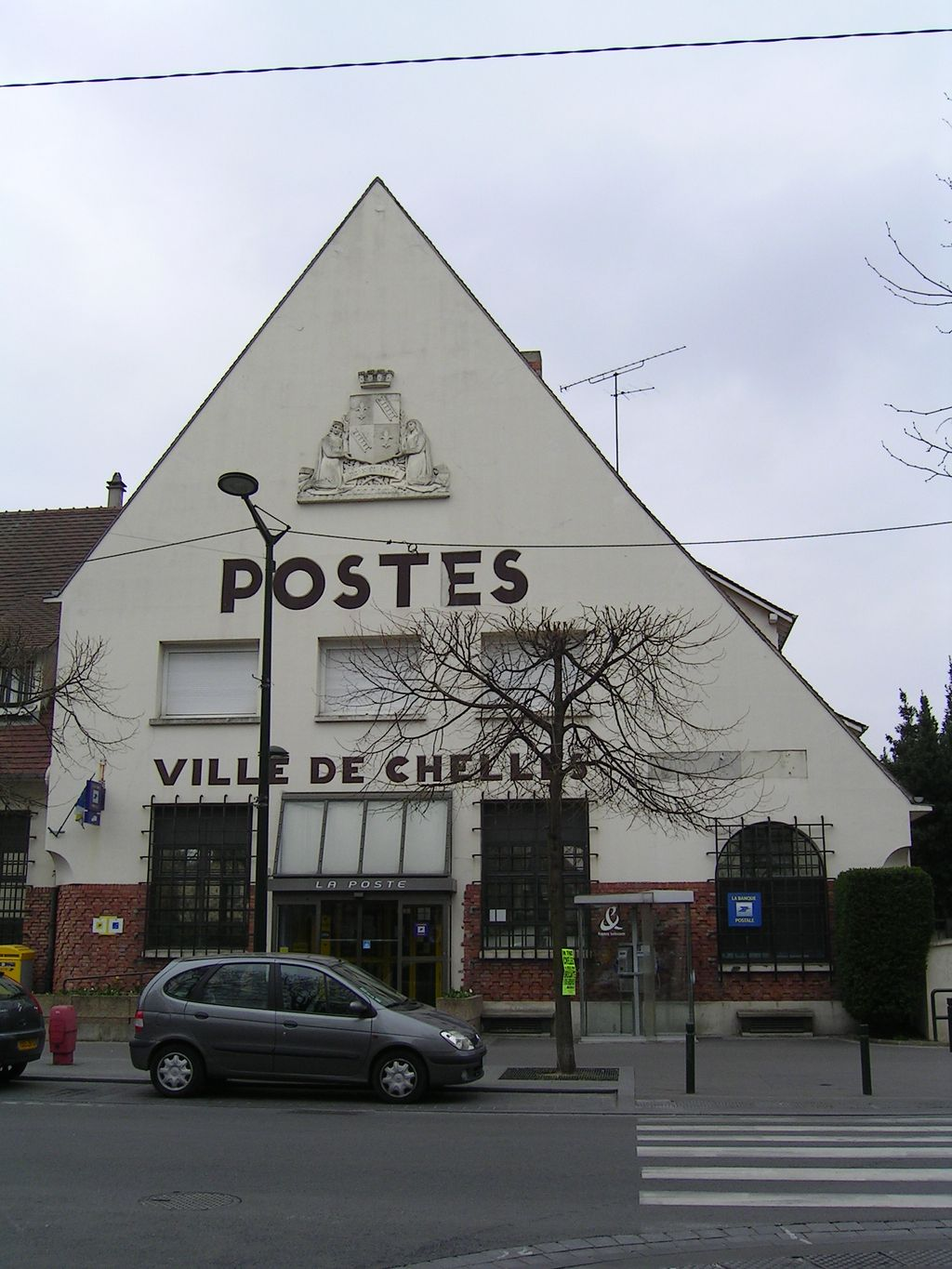
邮政楼
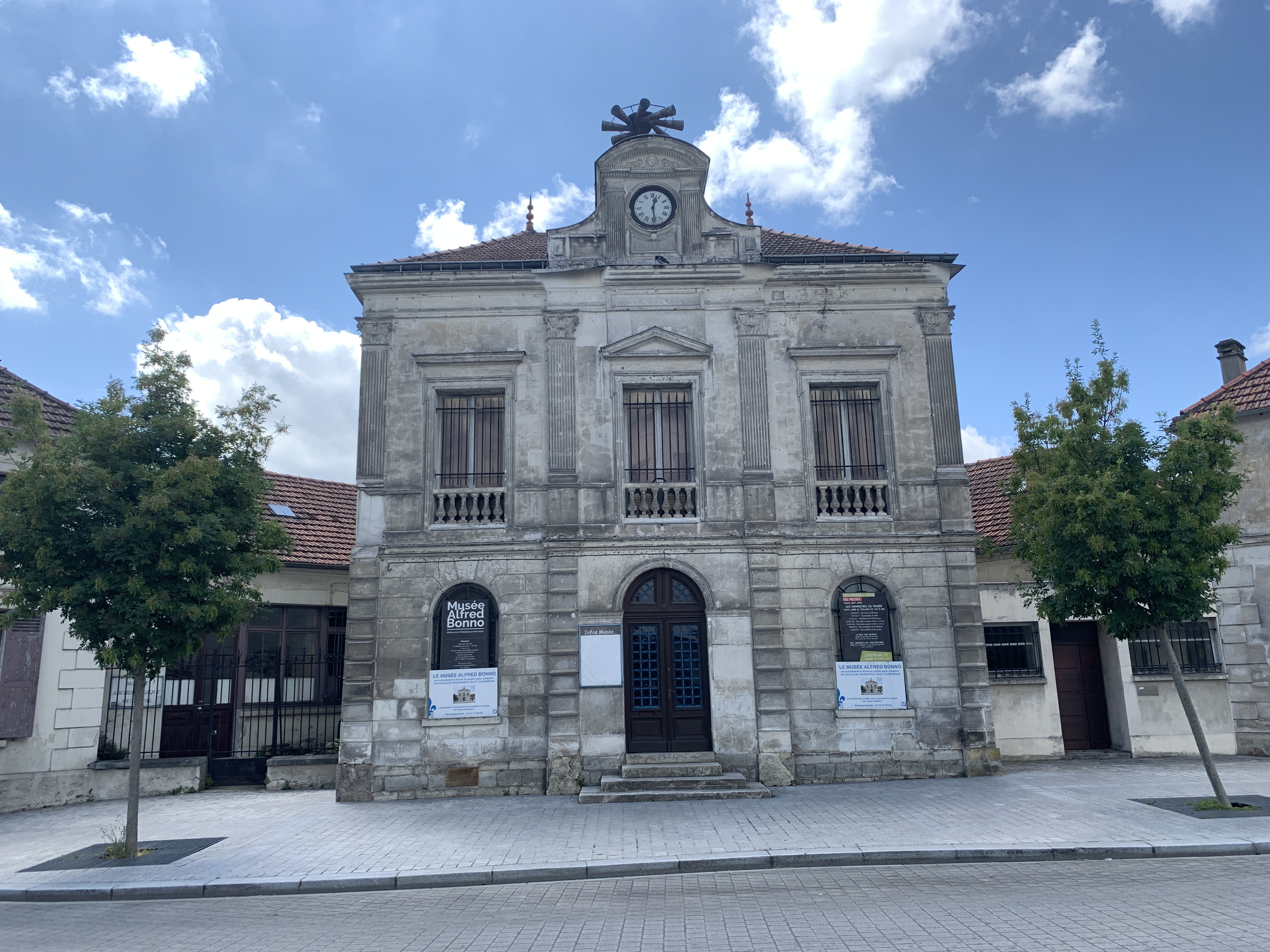
阿尔弗雷德·博诺博物馆
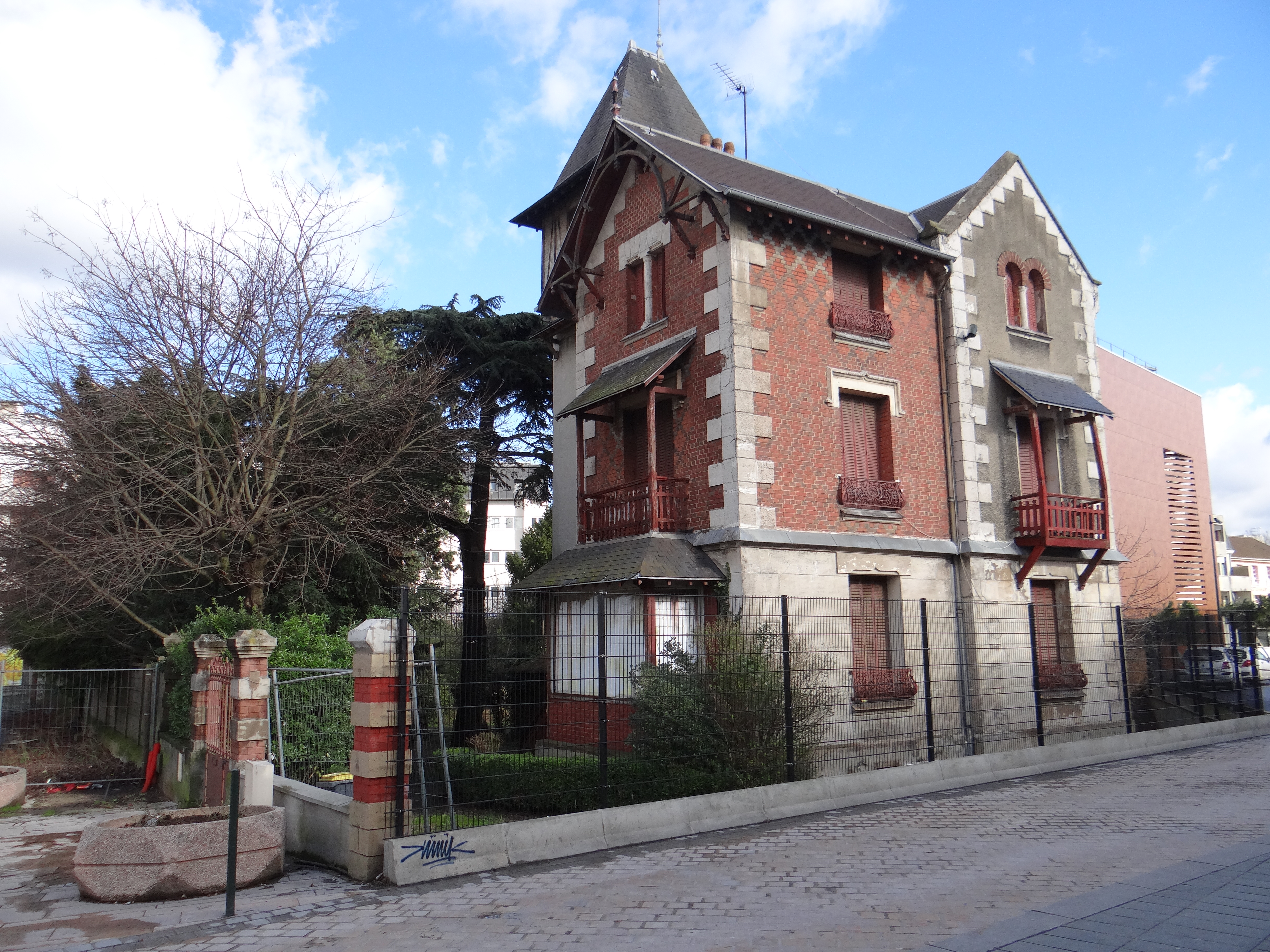
传统民居

### 旅游
谢勒的旅游事务由其所属的公共社区负责。2020年，谢勒境内共有5家宾馆共计303间房间。

### 媒体
法国主要的媒体均可在谢勒接收，法国电视三台下属的法兰西岛大区频道在部分时段播出谢勒所属区域的地方新闻。

## 相关人物
法国现代歌手斯利曼出生于谢勒。

## 友好城市
截至2021年1月，谢勒共与一座城市互为友好城市关系：
- 德国 林道